# Choroba Gauchera
Choroba Gauchera (ang. Gaucher disease) – uwarunkowana genetycznie lizosomalna choroba spichrzeniowa o autosomalnym recesywnym sposobie dziedziczenia, spowodowana mutacją w genie GBA kodującym białko enzymu glukocerebrozydazy. 
Wyróżnia się kilka postaci klinicznych choroby:
- typ 1 nieneuronopatyczny o przewlekłym przebiegu (szacunkowo 1 przypadek na 50 000 urodzeń),
- typ 2 ostry neuronopatyczny niemowlęcy (szacunkowo 1 przypadek na 100 000 urodzeń),
- typ 3 podostry neuronopatyczny (szacunkowo 1 przypadek na 100 000 urodzeń)[2].

Chorobę nazwano imieniem lekarza Philippe Gauchera, który jako pierwszy opisał jej objawy w 1882 roku.
Choroba Gauchera spowodowana jest odkładaniem glukozyloceramidu w komórkach. Jest to rzadko występujący dziedziczny brak enzymu (glukocerebrozydazy), co skutkuje odkładaniem się substancji (glukozyloceramidu) w różnych częściach organizmu, takich jak śledziona, wątroba i kości.

## Objawy
Typ I
- niedokrwistość, małopłytkowość
- powiększenie śledziony i wątroby
- zmiany kostne – modelowanie kości długich, osteopenia, martwica kości, zniszczenie stawów (głównie biodrowych), patologiczne złamania
- przewlekłe bóle i kryzy bólowe uniemożliwiające poruszanie się[5]

Typ II
- zajęcie układu nerwowego – szybko narastające objawy opuszkowe, zez, apraksja gałek ocznych, zaburzenia połykania, wyniszczenie
- niedokrwistość, małopłytkowość
- powiększenie śledziony i wątroby[5]

Typ III
- mniejsze  nasilenie objawów neurologicznych

Letalna choroba Gauchera (postać noworodkowa)
- obrzęk płodowy collodion baby
- zajęcie układu nerwowego
- nieprawidłowy skład lipidów skóry (utrata wody i zgon w ciągu kilku godzin lub dni po urodzeniu)[5]

## Rozpoznanie
Stwierdzenie deficytu aktywności β-glukocerebrozydazy w leukocytach krwi obwodowej lub w hodowanych fibroblastach. Obecność "komórek Gauchera" (piankowate makrofagi) w szpiku lub bioptatach z wątroby lub z usuniętej śledziony. Badanie mutacji w genie β-glukocerebrozydazy.

## Leczenie
Standardowe leczenie pacjentów z chorobą Gauchera typu 1 to substytucja enzymatyczna (ang. ERT) w zastrzyku. W leczeniu pacjentów z chorobą Gauchera typu 1 lub typu 3 stosowana jest imigluceraza. Wykazano, że stosowanie tej substancji zapewnia zmniejszenie rozmiarów śledziony i wątroby, poprawę lub normalizację małopłytkowości, niedokrwistości, gęstości mineralnej kości i obciążenia szpiku kostnego oraz łagodzi lub usuwa ból kości i przełomy kostne. Ponadto przyczynia się także ona do zmniejszenia spoczynkowego wydatku energetycznego. Wykazano, że ma ona wpływ na aspekty psychiczne i fizyczne jakości życia w chorobie. Imigluceraza u dzieci umożliwia prawidłowy rozwój, powoduje przyspieszenie wzrostu i przyczynia się do osiągnięcie prawidłowego wzrostu i gęstości mineralnej kości po osiągnięciu wieku.
Można również stosować preparat Zavesca. Substancją czynną preparatu Zavesca jest miglustat. Leczenie takie można stosować jedynie w leczeniu pacjentów, u których ERT jest niewłaściwa. Przyczyny, dla których nie należy prowadzić ERT, obejmują przypadki z problemami z powtarzalnym wlewem dożylnym i trudnościami w odnalezieniu odpowiedniej żyły.